# كول كريك (كولورادو)
كول كريك (بالإنجليزية: Coal Creek, Fremont County, Colorado)‏ هي بلدة تقع في مقاطعة فريمونت، كولورادو بولاية كولورادو في الولايات المتحدة. تبلغ مساحتها 2.5 (كم²)، وترتفع عن سطح البحر 1654 م، بلغ عدد سكانها 303 نسمة في عام 2000 حسب إحصاء مكتب تعداد الولايات المتحدة وتصل الكثافة السكانية فيها 121.2 نسمة/كم2.

## وصلات خارجية
- The US50 - Cities and Towns in Colorado State
- Colorado Cities and Towns, Facts, Map, Flag, Colleges, Government, and More